# Paweł Cwynar
Paweł Cwynar, ps. Biskup (ur. 1972 w Legnicy) – polski pisarz, autor powieści kryminalnych, wolontariusz.

## Życiorys
Urodził się w 1972 w Legnicy, w „dobrym domu”. W latach szkolnych interesował się książkami i sportem, osiągając na tym gruncie pierwsze sukcesy. Jak sam przyznaje, od 16 roku życia zaczął prowadzić życie przestępcze. Znaczną część swojej młodości spędził w zakładach karnych. W 2005, już w wieku dorosłym, zaangażował się w życie katolickie. W 2010 opuścił zakład karny w Jeleniej Górze, a następnie zajął się wolontariatem.
Zajmuje się również działalnością ewangelizacyjną. Mieszka w Warszawie.

## Twórczość
Jest autorem powieści (m.in. Krzycz do woli), a także książki wspomnieniowej, Biskup. Nawrócony gangster, napisanej wspólnie z Marcinem Klimkowskim. Powieści Cwynara często opisują realia polskiego świata przestępczego lat 90. Tworzone fabuły znajdują odzwierciedlenie w faktach oraz życiorysie samego twórcy.